# 神保和男
神保 和男（じんぼ かずお、1945年または1946年 - ）は、日本の地方公務員。新潟県出納長、同副知事、新潟県農林公社理事長を歴任。瑞宝中綬章受章。

## 人物・経歴
新潟県庁入庁、総務部参事秘書課長、2001年 (平成13年) 4月 総合政策部副部長、福祉保健部長、2005年4月 同職を丸山仁と交代し牧野正博の後任として総合政策部長、2006年4月 関根洋祐の後任として出納長、2007年4月新潟県副知事就任、2011年3月 北島智子を後任に副知事退任。
県庁退職後、社団法人新潟県農林公社理事長。

## 栄典
- 2017年11月 秋の叙勲で地方自治功労により瑞宝中綬章を受章した[1]